# Климкевич Роман Михайлович
Роман Михайлович Климкевич (нар. 9 травня 1920, Фридрихівка, нині в складі м. Волочиськ, Хмельницька область  — пом. 21 серпня 1993, Маямі, Флорида, США) — українсько-американський генеалог-геральдист, публіцист, перекладач, письменник, військовик. Син Михайла Климкевича та Ірини Климкевич (Шміґельської).
Творчий псевдонім — Оріон.

## Біографія
Народився 9 травня 1920 р. в таборі для полонених вояків Української Галицької армії у Фридрихівці (нині в складі м. Волочиськ, Хмельницька область), в родині Михайла та Ірини Климкевичів, родом з Галичини
Навчався у Львові в українській державній Академічній гімназії і Вищому музичному інституті ім. М. Лисенка (клас фортепіано Н. Нижанківського). У 1938 році почав навчатися на правничому факультеті Львівського університету. До січня 1940 року мешкав у Львові, звідки переїхав до Чехії і вступив на службу в німецькій армії. У 1941 р. в Празі видав збірку ліричної поезії "Вітри з далечіні".
Упродовж  грудня 1940-літа 1944 року, в часі другої світової війни, перебував у лавах німецької армії. У панцерних військах воював у Росії, Україні, Білорусі у званні оберштурмфюрера СС (старшого лейтенанта). У 1943—1944 роках воював на Балканах проти югославських партизанів Йосипа Броз Тіто. З літа 1944 року воював на півдні Франції, де був поранений та захоплений союзницькими військами. До 1946 р. перебував у полоні.
У 1946—1948 роках продовжив навчання у Віденському університеті, де здобув дипломи економіста та доктора наук з політології.
Від 1950 р. мешкав у США. У 1963—1971 роках — був редактором видання «Бюлетень УГГТ». У 1969—1971 роках — був редактором видання «Записки УГГТ». З В'ячеславом Сенютович-Бережним видавав низьку праць.
Відіграв значну роль у становленні та популяризації української геральдики як спеціальної історичної дисципліни. Один із фундаторів «Українського генеалогічного і геральдичного товариства», незмінний редактор його друкованого органу — «Українського генеалогічного і геральдичного товариства», член редколегії «Українського історика», активний працівник українських та зарубіжних наукових товариств й установ: Наукового товариства імені Шевченка (звичайний член), Української вільної академії наук (ст. н. с.), «Адлер» (Відень), «Герольд» (Берлін) та інші.

## Праці
Є автором наукових праць з державної, територіальної та родової геральдики, сфрагістики, вексилології та поетичної збірки «Вітри з далечіні [Архівовано 4 березня 2016 у Wayback Machine.]» (Прага-Відень, 1941 року).
Серед найбільш знаних публікацій — серія статей з міської геральдики, надрукованих на шпальтах наукових часописів «Український історик», «Новий літопис» та «Записки Наукового товариства імені Шевченка» у 1963—1972 роках.

### Статті
- Климкевич Р. Золотий лев Романовичів. // Шлях, Ч. 25. Філядельфія, 1963.
- Климкевич, Р. Найвищі відзнаки Західно-Української Народної Республіки [Архівовано 24 вересня 2021 у Wayback Machine.] // Український історик. 1967. № 3—4, C. 109—123.
- Климкевич Р. Руський лев в емблемах міста Ченстохови і князя Володимира Опольського [Архівовано 29 січня 2020 у Wayback Machine.]. // Український історик. 1972. № 3—4, C. 92—96.